# Kolon

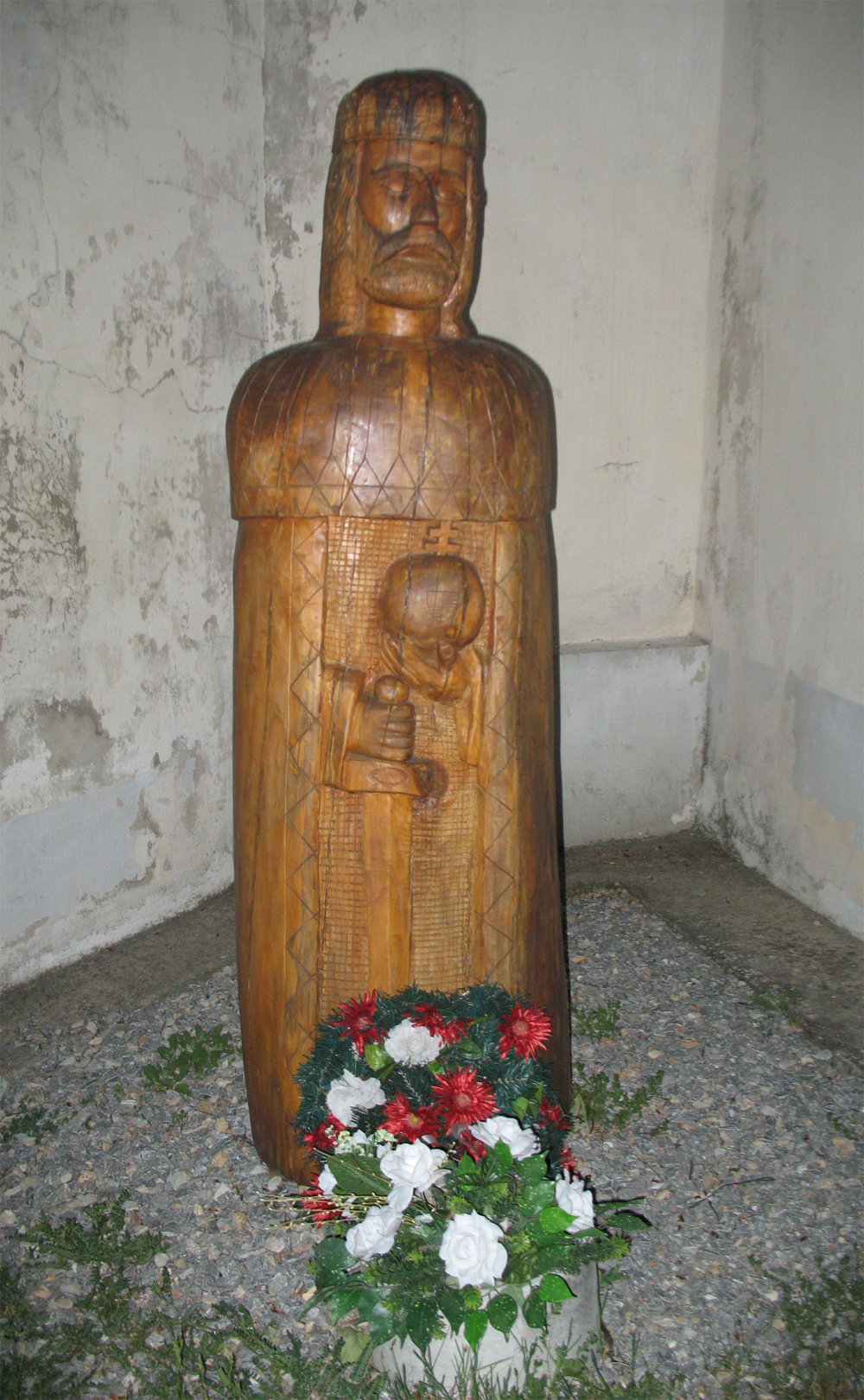
Szent István szobra a templomnál 2006. aug. 20-a óta áll

Kolon (szlovákul Kolíňany) község Szlovákiában, a Nyitrai kerületben, a Nyitrai járásban.
A mai Szlovákia legészakibb magyar többségű települése.

## Fekvése
Nyitrától 10 km-re északkeletre fekszik, ott ahol a Kisalföld pereme kezd a Tribecs-hegység felé emelkedni.

## Nevének eredete
Neve ótörök eredetű személynévből származik (qulun = csikó), ám a Kolon helynevek személynévi eredeztetését nem mindenki tartja megnyugtatóan tisztázottnak. Valószínűleg első bírójának a nevéből származik.[forrás?]

## Története
A község a Zoboralja egyik legjellegzetesebb és legrégibb települése. Valószínűleg már közvetlenül a honfoglalás után magyar törzsek telepedtek meg ezen a vidéken. Első lakói a magyar szállásterület északi gyepűit őrizték. 1113-ban "Colin" néven említik először. A 12. század elején Nyitra várának tartozéka, majd később a zobori kolostor faluja volt. 1156-ban "Colunch" néven szerepel az esztergomi káptalan dézsmajegyzékében. A falu ősi voltát bizonyítja, hogy már a 12. században felépült ősi temploma. 1366-ban Nagy Lajos megfeddte Kolon-i Peteu-t a csitári földek ügyében.
1526-ban Kyskeresken-i Simon felesége Krisztina asszony, Kolon-i Solyom János leánya, öröklési jogon bírt részeit Kolon possessióban és Kowachy prediumban eladta Kolon-i Solyom László fiainak Andrásnak, Bertalannak és Péternek. 1576-ban török támadás érte a települést. 1678 és 1730 között lakóit több halálos kór pusztította.[forrás?] A 18.–19. században főbb birtokosai a Bacskády, Kelecsényi, Kereskényi, Pély, Nagy, Rudnay, Emődy és Boronkay családok voltak. 1787-ben 614 lakosa volt.
Vályi András szerint: "KÓLON. Kolenani. Magyar falu Nyitra Várm. földes Ura Bacskádi és több Uraságok, lakosai katolikusok, fekszik Nyitrához egy mértföldnyire, ’s a’ mostani Nyitra Vármegyei V. Ispány Urnak lakó helyével díszesíttetik, határja közép termékenységű, réttyei jók, fája, legelője elég van, malma helyben, piatzozása egy órányira Nyitrán."
Fényes Elek szerint: "Kolon, Nyitra m. magyar falu Ghymeshez 1/2 órányira: 733 kath., 27 zsidó lak., kath. paroch. templommal, több urasági lakházakkal. – Földe középszerü; erdeje; szőlőhegye elég; rétei jók; lakosi sok meszet égetnek, melly is jóságára az egész megyében legtöbbre becsültetik. F. u. a religioi kincstár, s m. t. Ut. p. Nyitra."
1828-ban 111 házában 772 lakos élt, akik mezőgazdasággal, mészégetéssel foglalkoztak. A 19. század második felében kolerajárványok tizedelték lakosait.
Nyitra vármegye monográfiája szerint: "Kolon, a Zsibricza- és Pilis-hegyek alatt fekszik. 806 lakosa közül 663 magyar, a többi tót; vallásuk 75 izraelita kivételével, r. kath. Postája Ghymes, táviró- és vasúti állomása Nyitra. Ősrégi község, mely a XII. század elején "Kolin" név alatt volt ismeretes. Kath. temploma az Árpádok korából való és a hagyomány szerint Szent-László király idejében épült. A község határában kitünő anyagot szolgáltató mészkőbánya van. Földesurai a Bacskádyak voltak, kiknek itt most is nagyobb birtokuk van, továbbá a Kelecsényiek, a Rudnay, Pély, Nagy, Skublics, Chrenóczy és Emődy családok voltak birtoktulajdonosok. A községhez tartozó Gedfalu puszta a Szent-Jánoselefánti pálos szerzet birtoka volt és e rend eltörlése után a vallás-alaphoz csatoltatott, de 1893-ban báró Lindelof Henrik tulajdonába ment át."
Az első világháborúban 23 koloni polgár halt hősi halált. A trianoni békeszerződésig Nyitra vármegye Nyitrai járásához tartozott. 1920 decemberében sztrájk volt Kolonban is, ami miatt Nyitráról kivezényelték a 7. ezred első századát a faluba. A következő év áprilisában 46 kommunistának bélyegzett sztrájkoló kapott börtönbüntetést.
1945. március 25-én, három nappal felszabadítása előtt a falu főutcáját bombatámadás érte, mely nagy károkat okozott. Az itt folyt harcokban 6 szovjet és 18 német katona vesztette életét. A faluból nyolcan estek el a háborúban.
2019. november 13-án a gerencséri buszbalesetben többen elhunytak és megsérültek a faluból. A szlovák kormány november 15-re nemzeti gyásznapot hirdetett.

## Népessége
| Év:            | 1994. | 2004.   | 2014.   | 2024.   |
| -------------- | ----- | ------- | ------- | ------- |
| Emberek száma: | 1408  | 1465    | 1606    | 1558    |
| Eltérés:       |       | +4,04 % | +9,62 % | -2,98 % |

| Év:            | 2023. | 2024.   |
| -------------- | ----- | ------- |
| Emberek száma: | 1555  | 1558    |
| Eltérés:       |       | +0,19 % |

1880-ban 745 lakosából 578 magyar és 119 szlovák anyanyelvű volt.
1890-ben 806-an lakták: 663 magyar és 112 szlovák anyanyelvű.
1900-ban 902 lakosából 713 magyar és 170 szlovák anyanyelvű volt.
1910-ben 934-en lakták: 731 magyar és 182 szlovák anyanyelvű.
1921-ben 923 lakosából 737 magyar és 169 csehszlovák.
1930-ban 1017 lakosából 714 magyar és 294 csehszlovák volt.
1991-ben 1433-an lakták, ebből 906 magyar és 492 szlovák volt.
2001-ben 1444 lakosából 859 magyar és 563 szlovák.
2011-ben 1570 lakosából 780 magyar és 678 szlovák.
2021-ben 1551 lakosából 880 szlovák és 611 magyar.

## Neves személyek
- Itt született 1929-ben Sándor János néprajzi gyűjtő, helytörténész, Csemadok titkár.
- Itt született 1946-ban Július Obonya szalézi pap, tanár.[13]

## Néprajza
Népviseletét Jankó János is külön megemlíti "A millenniumi falu terve" című kéziratában, melyet Nyitra vármegye közgyűlési termét díszítő képgyűjtemény részeként látott Kovács Gyulával együtt, s azt javasolták a milleneumi kiállításon is bemutatni. Feltételezhetően Nyulassy Lajos kőrajzait láthatták, de elképzelhető hogy Löger Gusztáv is készített felvételeket.
Ernyey József 1911-ben itt is fényképfelvételeket készített a falu életéről. A fényképek a Néprajzi Múzeum gyűjteményében találhatóak.
Kodály Zoltán két alkalommal, 1906-ban és 1912-ben gyűjtötte a falu népdalkincseit, melyekben még a koloni kolerajárványok szomorú emlékét is felfedezte a „Falu végén két vasvella, mégis bejár a kolera. Sem urakra, sem papokra, csak a szegény parasztokra.” szövegű népdalban.

## Nevezetességei
- A falu római katolikus temploma a 12. század második felében épült, román stílusban. 1659-ben és 1737-ben átépítették, 1933-ban bővítették.
- A faluban a népi hagyományokat őrző folklórcsoport működik.
- 1993 óta van emléktáblája Arany Adalbert László szlovákiai nyelvésznek.

## Oktatásügy
- Alsótagozatos magyar tanítási nyelvű általános iskolájának két összevont osztályát 27 tanuló látogatta az 1998/1999-es tanévben. Ugyanebben a tanévben szlovák általános iskolájának 66 tanulója volt, s tanulóinak száma növekszik. Ezzel ellentétben a magyar iskola tanulólétszáma csökkenő tendenciát mutat.[14]

## Külső hivatkozások
- Hivatalos oldal
- A koloni alapiskola honlapja
- Községinfó
- Kolon Szlovákia térképén
- Travelatlas.sk
- E-obce.sk Archiválva 2008. szeptember 20-i dátummal a Wayback Machine-ben